# Kjell-Åke Andersson
Kjell-Åke Andersson (né le 7 juin 1949  à Malmö) est un réalisateur et scénariste suédois.

## Filmographie

### Comme réalisateur
- 1988 : Friends
- 1992 : Min store tjocke far
- 1996 : Juloratoriet
- 2000 : Den lilla människans storhet
- 2001 : Secrets de famille
- 2003 : Mamma pappa barn
- 2007 : Pirret
- 2008 : Vi hade i alla fall tur med vädret igen !
- 2011 : Någon annanstans i Sverige
- 2013 : Mig äger ingen

### Comme scénariste
- 1980 : Vi hade i alla fall tur med vädret de Kjell Sundvall
- 1983 : Lyckans ost de Kjell Sundvall
- 1988 : Friends de lui-même
- 1990 : Flaggstölden d'Anders Engström
- 1992 : Min store tjocke far de lui-même
- 1996 : Juloratoriet de lui-même
- 2001 : Secrets de famille de lui-même
- 2008 : Vi hade i alla fall tur med vädret igen ! de lui-même